# Nimet Nevzad Kadın Efendi
Nevzad Hanım (turc ottoman : نمت نوزاد خانم; « jeune héroïne »), née Nimet Bargu (auparavant Nevzad Kalfa, après 1928 Nimet Seferoğlu), le 2 mars 1902 et morte le 23 juin 1992, est la cinquième et dernière consort du sultan Mehmed VI de l'Empire ottoman. Elle est la dernière femme à épouser un sultan ottoman.

## Jeunesse
Nevzad Hanım est née le 2 mars 1902 dans le manoir Hüseyin Bey, Vişnezade (en), Beşiktaş, Istanbul. Ses origines sont albanaises. Née sous le nom de Nimet Bargu, elle est la fille de Şaban Bargu Efendi, jardinier du palais, et de son épouse Hatice Hanım. Elle a une sœur, Nesrin Bargu Hanım, de deux ans sa cadette, et un frère, Salih Bey Bargu. Hüseyin Bey, qui est le mari de sa tante paternelle, présente Nimet et sa sœur Nesrin au harem impérial, où, selon la coutume de la cour ottomane, son nom est changé en Nevzad. Elle est ensuite envoyée au harem de Şehzade Mehmed Ziyaeddin, où elle sert comme Kalfa (en) dans l'entourage des princesses étudiantes de Safiye Ünüvar (en) et suit les mêmes cours et formations qu'elles. Elle est éduquée par une femme nommée Ceylanyar Hanım. Après l'accession de Mehmed au trône en 1918, elle devient l'une des Kalfas et se rend dans son palais,.

## Premier mariage

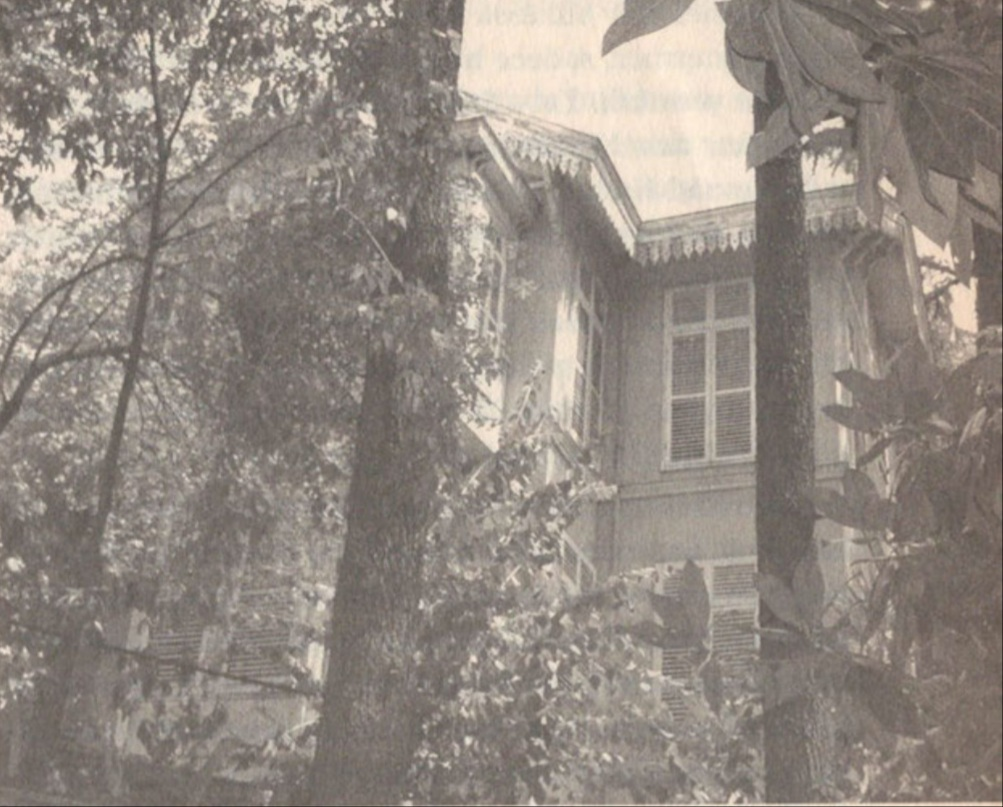
Manoir de Nevzad Hanım situé au palais Yıldız.

Nevzad se marie le 1er septembre 1921, au palais de Yıldız. Elle est la dernière femme à épouser un sultan ottoman. Elle reçoit le titre de « Deuxième Ikbal », bien que, en tant que quatrième consort, elle aurait dû avoir celui de Quatrième Kadın,. Mehmed a soixante et un ans tandis que Nevzad a dix-neuf. L'acte de l'épouser exacerbe les relations déjà glaciales et pleines de ressentiment entre les enfants du défunt sultan Mehmed V Reşad et la propre famille de Mehmed VI. De plus, Mehmed est tellement épris de sa nouvelle jeune consort qu'il provoque des ragots dans la capitale en raison de son refus de quitter le harem et de se séparer ainsi de sa compagnie.
Nevzad reste sans enfant. Elle possède une villa sur le terrain du palais de Yıldız. Sa sœur Nesrin, qui a été renommée Sadiru, devient sa dame d'honneur principale. Lorsque Mehmed est déposé en 1922, elle et d'autres membres de sa famille sont emprisonnés au palais Feriye, mais elle réussit à s'enfuir déguisée en Kalfa. Lorsque la famille impériale part en exil en mars 1924, elle reste à Istanbul. À la demande persistante de Mehmed, elle et sa sœur Nesrin rejoignent le sultan déchu à Sanremo, en Italie, en mai 1924,,.
Nevzad est avec Mehmed au moment de sa mort le 15 mai 1926,. Sultanzade Sami Bey, fils de la sœur du sultan, Mediha Sultan (en), affronte Nevzad et attire l'attention sur la possibilité que son oncle ait été assassiné. Sami Bey doute que Nevzad soit impliqué dans sa mort. Il l'interroge, puis scelle ses biens personnels après les armoires du sultan. Peu de temps après la mort de Mehmed, Nevzad retourne à Istanbul avec sa sœur.

## Deuxième mariage
En 1928, elle épouse le capitaine Ziya Bey Seferoğlu, et prend le nom de Nimet Seferoğlu. Avec lui, elle a un fils et une fille.

## Mémoires
En 1937, Nevzad publie ses mémoires sous le titre Yıldız'dan San Remo'ya. Elles sont publiées dans le journal Tan et des informations importantes sur le sultan Mehmed VI sont obtenues. Cependant, de sérieuses discussions ont lieu à cette époque sur leur fiabilité. En dehors de cette publication en 1937, Nevzad refuse de parler du sultan. En 1974, un journaliste lui demande comment s'était déroulée sa vie avec le sultan Mehmed VI Vahideddin, et elle répond : « J'ai enterré cette période au plus profond de mon cœur ».

## Décès
Nevzad Hanım décède à l'âge de quatre-vingt-dix ans, le 23 juin 1992, dans son manoir de Göksu, Istanbul.

## Distinctions
- Ordre de la Charité, 1re classe, 4 septembre 1921[25].

## Sources
- (tr) Leyla Açba, Bir Çerkes prensesinin harem hatıraları, L & M, 2004 (ISBN 978-9-756-49131-7)
- (en) Douglas Scott Brookes, The Concubine, the Princess, and the Teacher: Voices from the Ottoman Harem, University of Texas Press, 2010 (ISBN 978-0-292-78335-5)
- (tr) Necdet Sakaoğlu, Bu mülkün kadın sultanları: Vâlide sultanlar, hâtunlar, hasekiler, kadınefendiler, sultanefendiler, Oğlak Yayıncılık, 2008 (ISBN 978-9-753-29623-6)
- (tr) Mustafa Çağatay Uluçay, Padişahların kadınları ve kızları, Ankara, Ötüken, 2011 (ISBN 978-9-754-37840-5)
- (en) Servet Yanatma, The Deaths and Funeral Ceremonies of Ottoman Sultans (From Sultan Mahmud II TO Sultan Mehmed VI Vahideddin), Boğaziçi University, 2007